# Мурапталовский сельсовет
Мурапта́ловский сельсовет — муниципальное образование в Куюргазинском районе Башкортостана.
Административный центр — село Новомурапталово.

## История
Согласно "Закону о границах, статусе и административных центрах муниципальных образований в Республике Башкортостан" имеет статус сельского поселения.
Закон Республики Башкортостан от 19.11.2008 N 49–з “Об изменениях в  административно–территориальном устройстве Республики Башкортостан в связи с объединением отдельных сельсоветов и передачей населённых пунктов”, ст.1 гласил:

 “Внести следующие изменения в административно–территориальное устройство Республики Башкортостан:
б) изменить границы Мурапталовского и Отрадинского сельсоветов согласно представленной схематической карте, передав деревню Аксарово

Отрадинского сельсовета в состав Мурапталовского сельсовета

## Население
| 2002  | 2009  | 2010  | 2012  | 2013  | 2014  | 2015  |
| ----- | ----- | ----- | ----- | ----- | ----- | ----- |
| 2817  | ↗3046 | ↘2942 | ↘2931 | ↘2918 | ↘2820 | ↘2754 |
| 2016  | 2017  | 2018  |       |       |       |       |
| ↘2742 | ↘2703 | ↘2690 |       |       |       |       |

## Состав сельского поселения
| №  | Населённый пункт | Тип населённого пункта       | Население |
| -- | ---------------- | ---------------------------- | --------- |
| 1  | Новомурапталово  | село, административный центр | ↘1289     |
| 2  | Старомурапталово | деревня                      | ↘380      |
| 3  | Якутово          | село                         | ↘343      |
| 4  | Аксарово         | деревня                      | ↗321      |
| 5  | Юшатырка         | деревня                      | ↗222      |
| 6  | Красный Маяк     | деревня                      | ↗169      |
| 7  | Новокалтаево     | деревня                      | ↗118      |
| 8  | Мураптал         | деревня                      | →41       |
| 9  | Кызыл-Маяк       | деревня                      | ↗40       |
| 10 | Новоаллабердино  | деревня                      | ↘19       |

## Известные уроженцы
- Альмухаметов, Газиз Салихович (29 октября 1895 — 10 июля 1938) — башкирский и татарский певец и композитор, музыкально‑общественный деятель. Первый из певцов удостоился звания «Народный артист Башкирской АССР» (1929)[13].
- Бикбай, Баязит (10 января 1909 — 2 сентября 1968) — башкирский поэт, прозаик и драматург, либреттист, Заслуженный деятель искусств Башкирской АССР (1957)[14].

## Достопримечательности
- Якутовский солёный источник — родник на левом берегу р. Казлаир, памятник природы с 1965 года[15][16].

## Археология
- «Новомурапталовский III курганный могильник» (Новомурапталово-3) — объект культурного (археологического) наследия федерального значения. Находится в 1,7 км к юго-западу от моста через реку Большой Юшатырь у села Якутово[17]
- Ново-Мурапталовская стоянка (селище). Находится в 5 км к северу от Новомурталово, излучина правого берега реки Большой Юшатырь. Ново-Мурапталовские курганы. Новомурапталово, 1 км юго-западнее школы, левый берег реки Большой Юшатырь[18]
- Новомурапталовский IV курганный могильник (Новомурапталово), Новомурапталовский V курганный могильник (Новомурапталово)[19]

## Палеогенетика
У представителя раннесарматской (прохоровской) культуры LS-13 (Novo Muraptalovo 7, правый берег реки Большой Юшатырь, 481—210 BCE, Early Sarmatian, Middle Iron Age) определили митохондриальную гаплогруппу W3a и Y-хромосомную гаплогруппу R1a-Z93>Z94>Y40>FT129490.